# اچ‌ام‌اس التیماتوم (پی۳۴)
اچ‌ام‌اس التیماتوم (پی۳۴) (به انگلیسی: HMS Ultimatum (P34)) یک زیردریایی بود که طول آن ۵۸٫۲۲ متر (۱۹۱٫۰ فوت) بود. این زیردریایی در سال ۱۹۴۱ ساخته شد.